# Hrabstwo Ionia
Ionia – hrabstwo w stanie Michigan w USA. Siedzibą hrabstwa jest Ionia.

## Miasta
- Belding
- Ionia
- Portland

## Wioski
- Clarksville
- Lake Odessa
- Lyons
- Muir
- Pewamo
- Saranac

## Hrabstwo Ionia graniczy z następującymi hrabstwami
- północ – hrabstwo Montcalm
- północny wschód – hrabstwo Gratiot
- wschód – hrabstwo Clinton
- południowy wschód – hrabstwo Eaton
- południowy zachód – hrabstwo Barry
- zachód – hrabstwo Kent